# ولکم
ولکم (به لاتین: Vlekkem) یک منطقهٔ مسکونی در بلژیک است که در ارپ-مر واقع شده‌است. ولکم ۱٫۲۲ کیلومتر مربع مساحت و ۲۹۲ نفر جمعیت دارد و ۰ متر بالاتر از سطح دریا واقع شده‌است.